# Jiří Skorkovský
Jiří Skorkovský (2. února 1873 Humpolec – 4. února 1931 Praha-Podolí) byl český a československý politik a poslanec Revolučního národního shromáždění za Československou stranu socialistickou.

## Biografie
V 90. letech 19. století patřil mezi mládež napojenou na pokrokové hnutí. Za světové války byl rakouskými úřady zatčen a po dobu půl roku vězněn pro podezření z velezrady, spiknutí a vyloučen ze studií na právnické fakultě.
Po vzniku republiky zasedal v Revolučním národním shromáždění za Československou stranu socialistickou (předtím národní sociálové, pozdější národní socialisté). Byl profesí redaktorem. Působil jako novinář. Později byl ředitelem tiskárny ministerstva obrany a odborovým radou.
Jeho mladší bratr Dr. Ing. Karel Skorkovský byl významným stavebním podnikatelem. Bratrova firma se specializovala se na železobetonové stavby.
Zemřel po krátké nemoci v únoru 1931 v podolském sanatoriu v Praze. Jiří Skorkovský je pochován v rodném Humpolci.